# Голубев (посёлок)
Го́лубев (укр. Голубів) — посёлок при промышленном предприятии, расположенный на территории Бахмачского района Черниговской области (Украина).
Население составляет 4 жителя (2006 год). Плотность населения — 80 чел/кв.км.
Впервые упоминается в 1650 году.
Посёлок Голубев находится примерно в 21 км к северо-востоку от центра города Бахмач. Средняя высота населённого пункта — 124 м над уровнем моря. Посёлок находится в зоне умеренно континентального климата.
Национальный состав представлен преимущественно украинцами, конфессиональный состав — христианами.